# Direkte demokrati
Direkte demokrati er, hvor hele befolkningen kommer til orde, således at alle har indflydelse på den endelige afgørelse. 
Vores nuværende demokratiform i det vestlige samfund kaldes repræsentativt demokrati, da befolkningens interesserer forsøges spejles (re-præsenteres) gennem folkeafstemninger om valg af professionelle parlamentariske politikere (repræsentanter).
En måde at kunne organisere et eventuelt direkte demokrati på er ved at tage decentrale beslutninger fx i form af små kommuner og landsbysamfund som kollektivt bestemmer og sender en repræsentant med bundet mandat (til forskel fra det repræsentative demokrati) fra lokalsamfundet til en større konference på nationalt eller internationalt plan. Ideen om direkte demokrati har stor forbindelse til den anarkistiske ideologi, og er ofte den form for demokrati der finder sted i anarkistiske fællesskaber.
Michael Hardt & Antonio Negri har med Spinozas lignende begreb "absolut demokrati" forsøgt at begribe denne demokratiform med udtrykket: "Styring af alle, af alle" ("The rule of all, by all").

## Læs også
- Anarkisme
- Demokrati